# Chasing Illusions
Chasing Illusions es el tercer álbum de la compositora española Anni B Sweet, lanzado el 10 de marzo de 2015.
El 17 de diciembre de 2014 salió a la luz el sencillo “Chasing Illusions”, canción en donde Anni refleja la transformación de una energía de vida negativa en positiva. El videoclip se estrenó el 12 de enero de 2015 y fue realizado por Inés de León, donde su intención era contar una historia de misterio inspirada en la estética de Hércules Poirot, personaje de la escritora Agatha Christie. El video está caracterizado por su innovadora forma de grabarse con una cámara 360° y editado con Surface Pro3.
Este álbum, de 11 temas, fue el trabajo que llevó a Anni B Sweet a convertirse en la artista independiente española con más oyentes en Spotify durante el año 2015. Tuvo una de las entradas más fuertes en listas de ventas en España, acompañada de una gira de tres años de duración, lo que resalta su éxito comercial y su impacto en directo.
El 27 de noviembre de 2015 se lanzó la edición deluxe del álbum, incluyendo las canciones inéditas “Our Home” y “Hide and Show”.

## Lista de canciones
| Lista de canciones - Edición Estándar |                      |          |  |
| N.º                                   | Título               | Duración |  |
| 1.                                    | «Beginner»           | 3:25     |  |
| 2.                                    | «Onyx Stars»         | 3:06     |  |
| 3.                                    | «Never»              | 3:28     |  |
| 4.                                    | «Knifes»             | 3:16     |  |
| 5.                                    | «Chasing Illusions»  | 3:09     |  |
| 6.                                    | «Dare To Love»       | 3:08     |  |
| 7.                                    | «Drive»              | 4:30     |  |
| 8.                                    | «Watch Me Shoot You» | 3:29     |  |
| 9.                                    | «I Spoke To Me»      | 2:17     |  |
| 10.                                   | «Everyone Talks»     | 4:11     |  |
| 11.                                   | «Doctor»             | 4:11     |  |
| 38:16                                 |                      |          |  |

| Lista de canciones - Edición Deluxe |                 |          |  |
| N.º                                 | Título          | Duración |  |
| 12.                                 | «Hide And Show» | 4:28     |  |
| 13.                                 | «Our Home»      | 4:17     |  |